# Diament (Potok Mały)
Diament – kolonia wsi Potok Mały w Polsce, położona w województwie świętokrzyskim, w powiecie jędrzejowskim, w gminie Jędrzejów.
W latach 1975–1998 kolonia administracyjnie należała do województwa kieleckiego.

## Historia
Diament – w wieku XIX Dyament folwark w gminie Przęsław parafii Jędrzejów